# Paris Grand Slam 2024
 (mars 2025).
Si vous disposez d'ouvrages ou d'articles de référence ou si vous connaissez des sites web de qualité traitant du thème abordé ici, merci de compléter l'article en donnant les références utiles à sa vérifiabilité et en les liant à la section « Notes et références ».
Navigation
Édition précédente Édition suivante
Le Paris Grand Slam 2024, se déroule du 2 au 4 février 2024 à l'Accor Arena en France. Il s’agit de la cinquantième édition du tournoi de Paris et la seizième en tant que label Grand Slam.
Organisée par la fédération française de judo, jujitsu, kendo et disciplines associées, cette compétition prend part au calendrier 2024 de l'IJF World Tour.

## Organisation

### Lieu de la compétition
Depuis la vingt-sixième édition, en 2000, le Grand Slam de Paris se déroule au palais omnisports de Paris-Bercy. C'est une salle polyvalente et modulable située boulevard de Bercy, dans le quartier de Bercy, dans le 12e arrondissement de Paris.
A cette occasion, la salle est aménagée pour accueillir quatre surfaces de combats et douze mille spectateurs en simultané.

### Calendrier
| Épreuve ↓ / Date → | Épreuve ↓ / Date → | Ve 2 | Ve 2 | Sa 3 | Sa 3 | Di 4 | Di 4 |
| Épreuve ↓ / Date → | Épreuve ↓ / Date → | M    | S    | M    | S    | M    | S    |
| ------------------ | ------------------ | ---- | ---- | ---- | ---- | ---- | ---- |
| Hommes             | Moins de 60 kg     | Q    | F    |      |      |      |      |
| Hommes             | Moins de 66 kg     | Q    | F    |      |      |      |      |
| Hommes             | Moins de 73 kg     |      |      | Q    | F    |      |      |
| Hommes             | Moins de 81 kg     |      |      | Q    | F    |      |      |
| Hommes             | Moins de 90 kg     |      |      |      |      | Q    | F    |
| Hommes             | Moins de 100 kg    |      |      |      |      | Q    | F    |
| Hommes             | Plus de 100 kg     |      |      |      |      | Q    | F    |
| Femmes             | Moins de 48 kg     | Q    | F    |      |      |      |      |
| Femmes             | Moins de 52 kg     | Q    | F    |      |      |      |      |
| Femmes             | Moins de 57 kg     | Q    | F    |      |      |      |      |
| Femmes             | Moins de 63 kg     |      |      | Q    | F    |      |      |
| Femmes             | Moins de 70 kg     |      |      | Q    | F    |      |      |
| Femmes             | Moins de 78 kg     |      |      |      |      | Q    | F    |
| Femmes             | Plus de 78 kg      |      |      |      |      | Q    | F    |

| - M : combats le matin - S : combats le soir - Q : éliminatoires et quarts de finales - F : repêchages, demi-finales et combats pour les médailles |

## Participants

### Nations participantes
| Afrique | Amériques | Asie | Europe | Océanie                                                                     |
| --- | --- | --- | --- | --------------------------------------------------------------------------- |
| - Afrique du Sud (1) - Algérie (4) - Bénin (2) - Cameroun (1) - Comores (1) - Côte d'Ivoire (2) - Djibouti (1) - Egypte (5) - Gabon (3) - Gambie (1) - Guinée (3) - Guinée-Bissau (2) - Madagascar (3) - Maroc (5) - Maurice (1) - Mozambique (1) - Niger (1) - République Centrafricaine (1) - République démocratique du Congo (4) - Sénégal (2) - Tanzanie (1) - Togo (2) - Tunisie (2) | - Argentine (9) - Bahamas (1) - Brésil (21) - Canada (13) - Chili (3) - Colombie (6) - Cuba (8) - États-Unis (14) - Haïti (1) - Jamaïque (2) - Mexique (6) - Nicaragua (1) - Pérou (1) - Porto Rico (1) - République dominicaine (2) - Trinidad et Tobago (1) - Uruguay (1) - Venezuela (4) | - Arabie saoudite (8) - Corée du Sud (24) - Émirats arabes unis (8) - Hong-Kong (4) - Inde (6) - Indonésie (2) - Israël (12) - Japon (22) - Kazakhstan (14) - Kirghizistan (4) - Koweit (1) - Laos (1) - Liban (2) - Macao (1) - Mongolie (18) - Ouzbékistan (17) - Qatar (2) - Taipei chinois (6) - Tadjikistan (9) - Thaïlande (2) - Turkménistan (8) - Viet-Nam (3) | - Allemagne (22) - Autriche (1) - Azerbaïdjan (9) - Belgique (6) - Bosnie-Herzégovine (1) - Bulgarie (5) - Chypre (7) - Croatie (3) - Danemark (4) - Espagne (13) - Estonie (2) - Finlande (5) - France (56) - Géorgie (13) - Grande-Bretagne (10) - Grèce (4) - Hongrie (2) - Irlande (2) - Islande (3) - Italie (22) - Kosovo (8) - Lettonie (3) - Lituanie (3) - Moldavie (6) - Monaco (1) - Pays-Bas (10) - Pologne (2) - Portugal (9) - Roumanie (5) - Serbie (4) - Slovaquie (2) - Slovénie (5) - Suède (4) - Suisse (4) - Tchéquie (2) - Turquie (13) - Ukraine (9) | - Australie (6) - Guam (1) - Nouvelle-Zélande (2) - Samoa (1) - Vanuatu (1) |
| 23 pays | 18 pays | 22 pays | 37 pays | 5 pays                                                                      |

## Médaillés

### Hommes
| Épreuves        | Or               | Argent                  | Bronze                    |
| --------------- | ---------------- | ----------------------- | ------------------------- |
| Moins de 60 kg  | Luka Mkheidze    | Lee Ha-rim              | Francisco Garrigós        |
| Moins de 60 kg  | Luka Mkheidze    | Lee Ha-rim              | Taiki Nakamura            |
| Moins de 66 kg  | Takeshi Takeoka  | Jōshirō Maruyama        | David García Torné        |
| Moins de 66 kg  | Takeshi Takeoka  | Jōshirō Maruyama        | Bayanmönkhiin Narmandakh  |
| Moins de 73 kg  | Tatsuki Ishihara | Giorgi Chikhelidze      | Shakhram Ahadov           |
| Moins de 73 kg  | Tatsuki Ishihara | Giorgi Chikhelidze      | Akil Gjakova              |
| Moins de 81 kg  | Matthias Casse   | Zelim Tckaev            | AIN Timur Arbuzov         |
| Moins de 81 kg  | Matthias Casse   | Zelim Tckaev            | François Gauthier-Drapeau |
| Moins de 90 kg  | Mihael Žgank     | Eljan Hajiyev           | Maxime-Gaël Ngayap Hambou |
| Moins de 90 kg  | Mihael Žgank     | Eljan Hajiyev           | Erlan Sherov              |
| Moins de 100 kg | Aaron Wolf       | Nikoloz Sherazadishvili | Aleksandar Kukolj         |
| Moins de 100 kg | Aaron Wolf       | Nikoloz Sherazadishvili | Nurlykhan Sharkhan        |
| Plus de 100 kg  | Teddy Riner      | Kim Min-jong            | Kanta Nakano              |
| Plus de 100 kg  | Teddy Riner      | Kim Min-jong            | Alisher Yusupov           |

### Femmes
| Épreuves       | Or                  | Argent          | Bronze                  |
| -------------- | ------------------- | --------------- | ----------------------- |
| Moins de 48 kg | Shirine Boukli      | Wakana Koga     | Laura Martinez Abelenda |
| Moins de 48 kg | Shirine Boukli      | Wakana Koga     | Assunta Scutto          |
| Moins de 52 kg | Distria Krasniqi    | Chelsie Giles   | Ariane Toro Soler       |
| Moins de 52 kg | Distria Krasniqi    | Chelsie Giles   | Kisumi Omori            |
| Moins de 57 kg | Faïza Mokdar        | Christa Deguchi | Jessica Klimkait        |
| Moins de 57 kg | Faïza Mokdar        | Christa Deguchi | Sarah-Léonie Cysique    |
| Moins de 63 kg | Clarisse Agbegnenou | Katarina Kristo | Lucy Renshall           |
| Moins de 63 kg | Clarisse Agbegnenou | Katarina Kristo | Gankhaich Bold          |
| Moins de 70 kg | Miriam Butkereit    | Marie-Ève Gahié | Barbara Matić           |
| Moins de 70 kg | Miriam Butkereit    | Marie-Ève Gahié | Margaux Pinot           |
| Moins de 78 kg | Anna-Maria Wagner   | Alice Bellandi  | Guusje Steenhuis        |
| Moins de 78 kg | Anna-Maria Wagner   | Alice Bellandi  | Madeleine Malonga       |
| Plus de 78 kg  | Romane Dicko        | Kayra Ozdemir   | Léa Fontaine            |
| Plus de 78 kg  | Romane Dicko        | Kayra Ozdemir   | Raz Hershko             |

## Tableau des médailles
Le tableau suivant présente les nations participantes au classement des médailles de leurs athlète :
- Pays organisateur (France)

| Rang  | Nation              | Or | Argent | Bronze | Total |
| ----- | ------------------- | -- | ------ | ------ | ----- |
| 1     | France              | 6  | 1      | 5      | 12    |
| 2     | Japon               | 3  | 2      | 3      | 8     |
| 3     | Allemagne           | 2  | 0      | 1      | 3     |
| 4     | Turquie             | 1  | 1      | 0      | 2     |
| 5     | Kosovo              | 1  | 0      | 1      | 2     |
| 6     | Belgique            | 1  | 0      | 0      | 1     |
| 7     | Azerbaïdjan         | 0  | 2      | 0      | 2     |
| 7     | Corée du Sud        | 0  | 2      | 0      | 2     |
| 9     | Espagne             | 0  | 1      | 4      | 5     |
| 10    | Canada              | 0  | 1      | 2      | 3     |
| 11    | Croatie             | 0  | 1      | 1      | 2     |
| 11    | Grande-Bretagne     | 0  | 1      | 1      | 2     |
| 11    | Italie              | 0  | 1      | 1      | 2     |
| 14    | Géorgie             | 0  | 1      | 0      | 1     |
| 15    | Ouzbékistan         | 0  | 0      | 2      | 2     |
| 16    | Émirats arabes unis | 0  | 0      | 1      | 1     |
| 16    | Israël              | 0  | 0      | 1      | 1     |
| 16    | Kazakhstan          | 0  | 0      | 1      | 1     |
| 16    | Kirghizistan        | 0  | 0      | 1      | 1     |
| 16    | Mongolie            | 0  | 0      | 1      | 1     |
| 16    | Serbie              | 0  | 0      | 1      | 1     |
| 16    | Pays-Bas            | 0  | 0      | 1      | 1     |
| Total | Total               | 14 | 14     | 28     | 56    |